# Ungarn beim Eurovision Young Musicians
Übertragende Rundfunkanstalt
 (1994–2015)
 (seit 2016)
Erste Teilnahme
1992
Bisher letzte Teilnahme
2018
Anzahl der Teilnahmen
13
Höchste Platzierung
3 (2014)
Dieser Artikel befasst sich mit der Geschichte Ungarns als Teilnehmer des Wettbewerbs Eurovision Young Musicians.

## Regelmäßigkeit der Teilnahme und Erfolg im Wettbewerb
Ungarn nahm erstmals 1992 am Eurovision Young Musicians teil. Die Geigerin Édua Zádory schied allerdings jedoch bereits im Halbfinale aus. Die erste und bis heute einzige Platzierung unter den besten drei gelang im Jahr 2014 durch den Cellisten Gergely Devich.
2020 zog sich der zuständige Sender Duna Média ohne eine Angabe von Gründen vom Wettbewerb zurück. Seitdem hat sich der Sender auch nicht mehr bezüglich einer Teilnahme geäußert.

## Liste der Beiträge
Farblegende: – 1. Platz. – 2. Platz. – 3. Platz. – ausgeschieden im Halbfinale/in der Qualifikation. – keine Teilnahme/nicht qualifiziert.
| Jahr                          | Interpret                | Instrument               | Stücke | Platz Finale             | Platz Halbfinale                   | Nationale Vorentscheidung |
| ----------------------------- | ------------------------ | ------------------------ | --- | ------------------------ | ---------------------------------- | ------------------------- |
| 1992                          | Édua Zádory              | Violine                  | unbekannt | Ausgeschieden            | k. A. / 18                         |                           |
| 1994                          | Mark Farago              | Klavier                  | Dance Macabre von Franz Liszt | k. A. / 8                | k. A. / 24                         |                           |
| 1996 1998                     | Auf Teilnahme verzichtet | Auf Teilnahme verzichtet | Auf Teilnahme verzichtet | Auf Teilnahme verzichtet | Auf Teilnahme verzichtet           | Auf Teilnahme verzichtet  |
| 2000                          | Ödön Rácz                | Kontrabass               | Gran fantasia sulla Lucia di Lammermoor per contrabasso ed orchestra von Giovanni Bottesini | k. A. / 8                | k. A. / 13                         |                           |
| 2002 2004 2006 2008 2010 2012 | Auf Teilnahme verzichtet | Auf Teilnahme verzichtet | Auf Teilnahme verzichtet | Auf Teilnahme verzichtet | Auf Teilnahme verzichtet           | Auf Teilnahme verzichtet  |
| 2014                          | Gergely Devich           | Cello                    | Menuett in C-dur von Haydn-Piattiy Liebestraum von Liszt-Cassado Roumanien folk dances von Bartók-Silva Allegro appassionato Op.43 von Camille Saint-Saëns                                                                                       | 3 / 14                   | k. A. / 7                          |                           |
| 2016                          | Jakab Roland Attila      | Violine                  | Zigeunerweisen op. 20, no. 1 von Pablo de Sarasate | k. A. / 11               | Direkt für das Finale qualifiziert | Virtuózok                 |
| 2018                          | Máté Bencze              | Saxophon                 | Fantasia in d minor von David Kellner Bagatelle No 3 & 5 from Five Bagatelles for Guitar von William Walton 5th Bagatelle from Five Bagatelles for guitar von William Walton Variaciones sobre un tema de Fernando Sor, Op. 19 von Miguel Llobet | k. A. / 6                | k. A. / 9                          | Virtuózok 2018            |
| 2020 2022 2024                | Auf Teilnahme verzichtet | Auf Teilnahme verzichtet | Auf Teilnahme verzichtet | Auf Teilnahme verzichtet | Auf Teilnahme verzichtet           | Auf Teilnahme verzichtet  |

## Impressionen

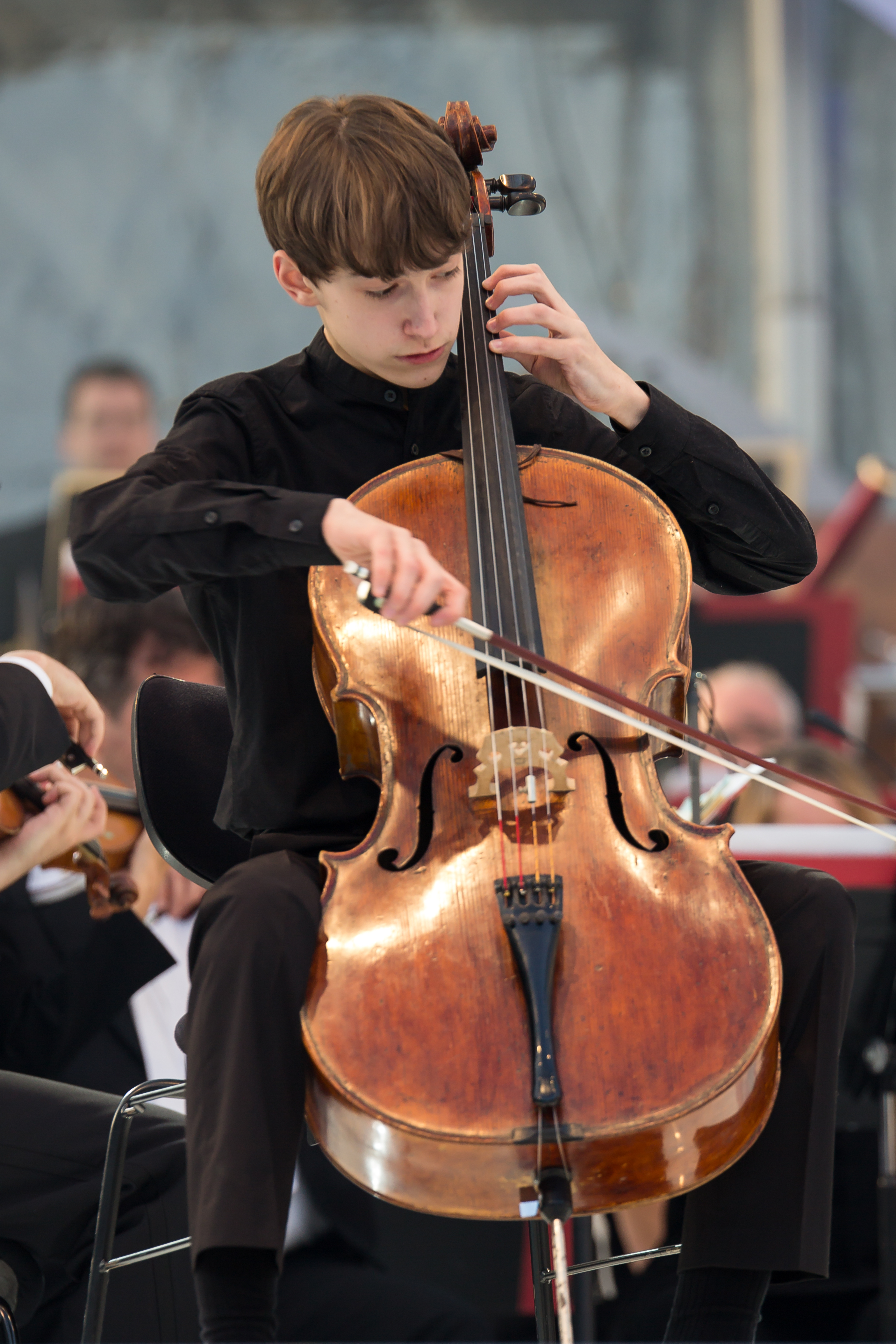
Gergely Devich 2014
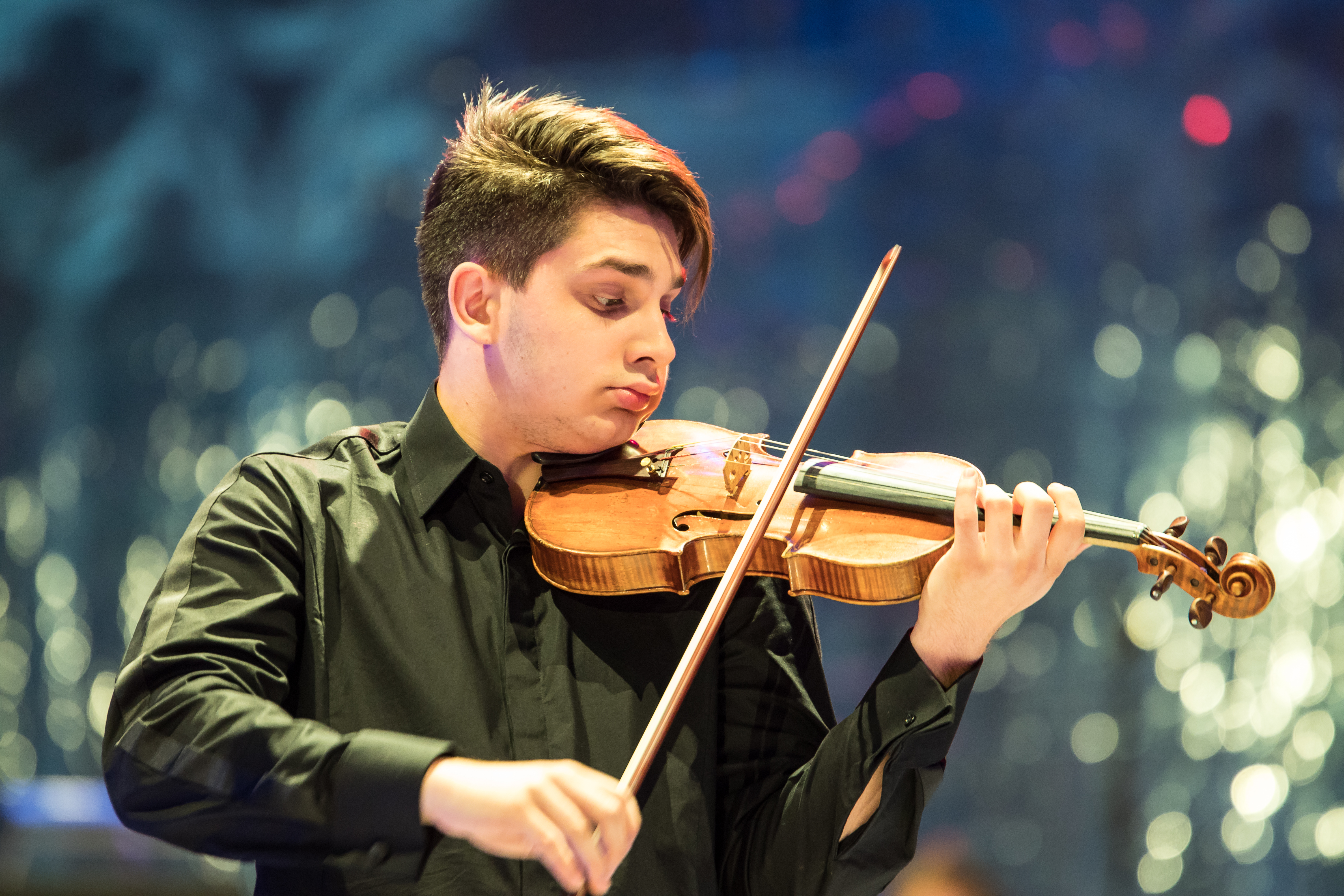
Jakab Roland Attila 2016